# Intermédiation bancaire
L'intermédiation bancaire décrit l'ensemble des opérations de commercialisation des opérations de banque, notamment, des crédits, réalisées par des intermédiaires.
Elle fait partie de la distribution bancaire, qui recouvre toute la fonction de commercialisation des produits et des services d'un système bancaire.
Elle est posée par l'article L. 519-1 et suivants, et l'article R. 519-1 et suivants, du Code monétaire et financier.
Elle est réalisée par les intermédiaire en opérations de banque et en services de paiement.
Ces intermédiaires, sous toutes leurs formes, constituent, avec les banques ou, plus exactement, les établissements de crédit, le secteur de la distribution bancaire.